# Heteradelphia
Heteradelphia är ett släkte av akantusväxter. Heteradelphia ingår i familjen akantusväxter.
Kladogram enligt Catalogue of Life:
| Heteradelphia | \| \| Heteradelphia paulojaegeria \| \| \| \| \| \| Heteradelphia paulowilhelmia \| \| \| \| |
|               | \| \| Heteradelphia paulojaegeria \| \| \| \| \| \| Heteradelphia paulowilhelmia \| \| \| \| |
|               | Heteradelphia paulojaegeria                                                                  |
|               |                                                                                              |
|               | Heteradelphia paulowilhelmia                                                                 |
|               |                                                                                              |